# Hinterer Rettenbach
Der Hintere Rettenbach ist ein rechter Zufluss der Teichl im Sengsengebirge in Oberösterreich.

## Name
Der Bach wurde zwischen 1092 und 1121 als Rǒttinbach erstmals schriftlich erwähnt. Der Name kommt vom althochdeutschen *(zi demo) rōtin bache mit der Bedeutung „beim durch eisenhaltiges Gestein rötlich gefärbten Bach“.

## Geographie

### Rettenbachquelle

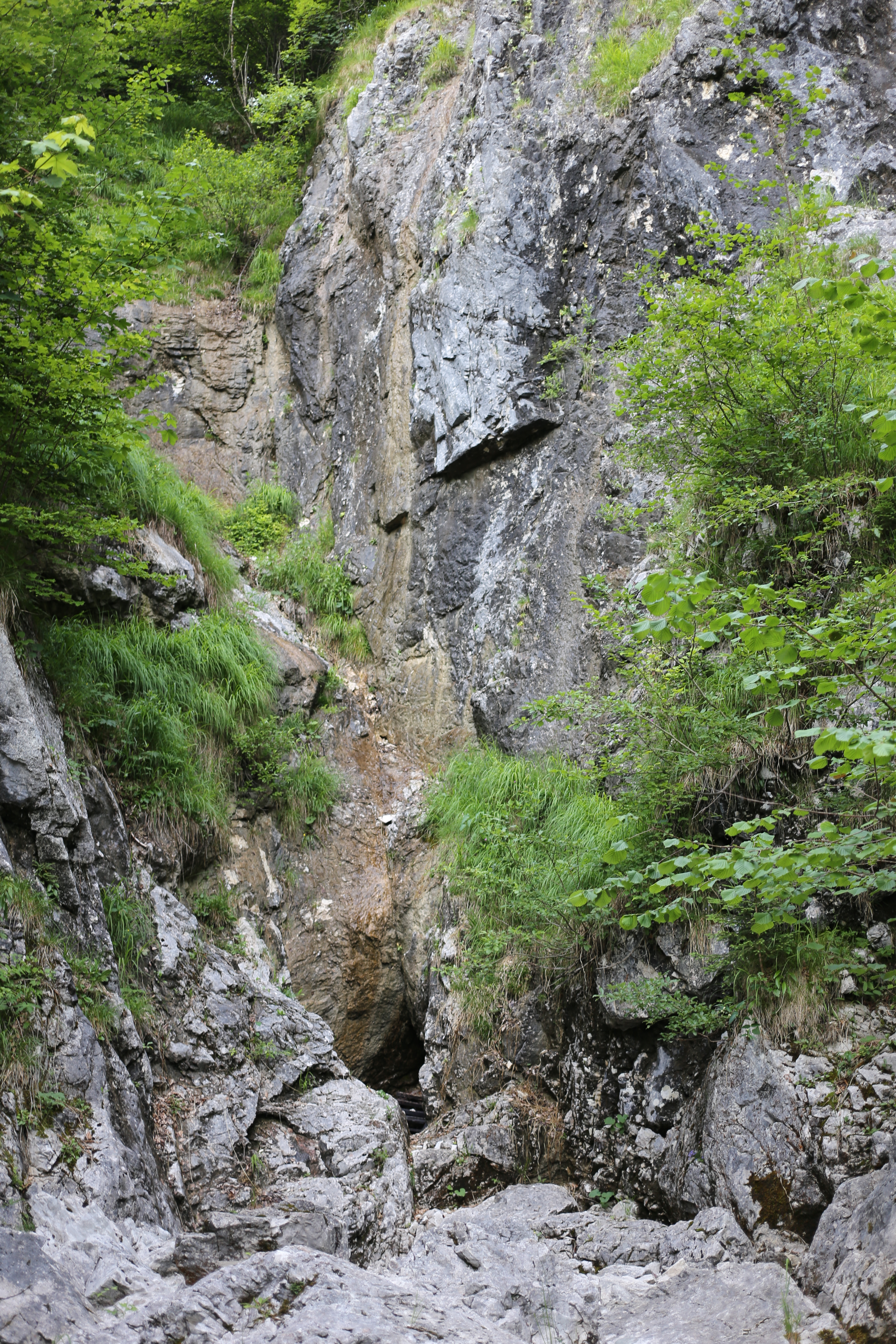
Die Rettenbachhöhle

Der Hintere Rettenbach entspringt einer Karstquelle, unterhalb der Rettenbachhöhle, dem sogenannten Teufelsloch. Es existieren drei Hauptaustrittsstellen. Bei Niederwasser tritt das Wasser etwas unterhalb aus blockigen Klüften am linken Berghang aus. In heißen Sommern ist der obere Quellbach ganz trocken, so dass der Hintere Rettenbach aus immer aktiven Übersprüngen an den Fischteichen am Jagdhaus Rettenbach entspringt. Nach Starkregenereignissen oder der Schneeschmelze kann das Wasser sogar aus dem Höhlenportal des Teufelsloches, mit einer Schüttung von mehreren Kubikmetern pro Sekunde kommen. Die Rettenbachquelle schüttet durchschnittlich 1100 l/s. Das Einzugsgebiet umfasst sicher den zentralen Teil des Sengsengebirges um den Hohen Nock (1963 m).

### Verlauf
Unterhalb der Quelle trifft der Hintere Rettenbach auf den Fischbach und nimmt dessen Fließrichtung an. Bei Lengau unterquert er die Pyhrn Autobahn und mündet in die Teichl.

### Zuflüsse
- Fischbach (links)